# Амірджанян Алексан Володимирович
Алекса́н Володи́мирович Амірджаня́н (1989—2023) — старший солдат Збройних сил України, учасник російсько-української війни. Герой України (2025, посмертно).

## Життєпис
Народився 17 серпня 1989 року в місті Єреван. У 1994 році сім'я переїхала до села Липове Полтавської області. Закінчив школу та гірничий ліцей. Пройшов строкову військову службу. Працював водієм вантажівки на гірничому підприємстві. До початку повномасштабного вторгнення проживав у місті Глобине, працював далекобійником. Після початку повномасштабної війни повернувся з-за кордону та став до лав 107-ї окремої реактивної артилерійської бригади. У березні 2023 року перевівся до 5-ї окремої штурмової бригади. Загинув 13 серпня 2023 року в районі села Кліщіївка на Донеччині.

## Нагороди
- Звання Герой України з удостоєнням ордена «Золота Зірка» (27 червня 2025, посмертно) — за особисту мужність і героїзм, виявлені у захисті державного суверенітету та територіальної цілісності України, самовіддане служіння Українському народові[3].